# Franciaország az 1964. évi téli olimpiai játékokon
Franciaország az ausztriai Innsbruckban megrendezett 1964. évi téli olimpiai játékok egyik részt vevő nemzete volt. Az országot az olimpián 5 sportágban 24 sportoló képviselte, akik összesen 7 érmet szereztek.

## Érmesek
| Érem  | Versenyző           | Sportág     | Versenyszám            |
| ----- | ------------------- | ----------- | ---------------------- |
| Arany | François Bonlieu    | Alpesisí    | Férfi óriás-műlesiklás |
| Arany | Marielle Goitschel  | Alpesisí    | Női óriás-műlesiklás   |
| Arany | Christine Goitschel | Alpesisí    | Női műlesiklás         |
| Ezüst | Léo Lacroix         | Alpesisí    | Férfi lesiklás         |
| Ezüst | Christine Goitschel | Alpesisí    | Női óriás-műlesiklás   |
| Ezüst | Marielle Goitschel  | Alpesisí    | Női műlesiklás         |
| Ezüst | Alain Calmat        | Műkorcsolya | Férfi egyéni           |

## Alpesisí
Férfi
| Versenyző         | Versenyszám      | Selejtező | Selejtező | Selejtező | Selejtező | Döntő    | Döntő    | Döntő    | Döntő    | Döntő      | Döntő      |
| Versenyző         | Versenyszám      | 1. futam  | 1. futam  | 2. futam  | 2. futam  | 1. futam | 1. futam | 2. futam | 2. futam | Összesítés | Összesítés |
| Versenyző         | Versenyszám      | Idő       | Hely.     | Idő       | Hely.     | Idő      | Hely.    | Idő      | Hely.    | Idő        | Helyezés   |
| ----------------- | ---------------- | --------- | --------- | --------- | --------- | -------- | -------- | -------- | -------- | ---------- | ---------- |
| Michel Arpin      | Műlesiklás       | 54,07     | 13.       |           |           | 1:11,16  | 7.       | 1:01,75  | 4.*      | 2:12,91    | 4.         |
| François Bonlieu  | Lesiklás         |           |           |           |           |          |          |          |          | 2:21,71    | 15.        |
| François Bonlieu  | Műlesiklás       | 51,23     | 1.        |           |           | kizárták | kizárták | kiesett  | kiesett  | kiesett    | kiesett    |
| François Bonlieu  | Óriás-műlesiklás |           |           |           |           |          |          |          |          | 1:46,71    |            |
| Jean-Claude Killy | Lesiklás         |           |           |           |           |          |          |          |          | 2:32,96    | 42.        |
| Jean-Claude Killy | Műlesiklás       | 55,79     | 29.       | 53,79     | 1.        | kizárták | kizárták | kiesett  | kiesett  | kiesett    | kiesett    |
| Jean-Claude Killy | Óriás-műlesiklás |           |           |           |           |          |          |          |          | 1:48,92    | 5.         |
| Léo Lacroix       | Lesiklás         |           |           |           |           |          |          |          |          | 2:18,90    |            |
| Léo Lacroix       | Óriás-műlesiklás |           |           |           |           |          |          |          |          | 1:51,26    | 11.        |
| Guy Périllat      | Lesiklás         |           |           |           |           |          |          |          |          | 2:19,79    | 6.         |
| Guy Périllat      | Műlesiklás       | 52,33     | 3.        |           |           | 1:17,00  | 28.      | 59,33    | 1.       | 2:16,33    | 12.        |
| Guy Périllat      | Óriás-műlesiklás |           |           |           |           |          |          |          |          | 1:50,75    | 10.        |

Női
| Versenyző            | Versenyszám      | 1. futam | 1. futam | 2. futam | 2. futam | Összesítés    | Összesítés    |
| Versenyző            | Versenyszám      | Idő      | Hely.    | Idő      | Hely.    | Idő           | Helyezés      |
| -------------------- | ---------------- | -------- | -------- | -------- | -------- | ------------- | ------------- |
| Madeleine Bochatay   | Lesiklás         |          |          |          |          | 1:59,11       | 6.            |
| Madeleine Bochatay   | Óriás-műlesiklás |          |          |          |          | nem ért célba | nem ért célba |
| Annie Famose         | Lesiklás         |          |          |          |          | 1:59,86       | 9.            |
| Annie Famose         | Műlesiklás       | 45,13    | 7.       | kizárták | kizárták | kiesett       | kiesett       |
| Annie Famose         | Óriás-műlesiklás |          |          |          |          | 1:53,89       | 5.            |
| Christine Goitschel  | Műlesiklás       | 43,85    | 2.       | 46,01    | 1.       | 1:29,86       |               |
| Christine Goitschel  | Óriás-műlesiklás |          |          |          |          | 1:53,11       | *             |
| Marielle Goitschel   | Lesiklás         |          |          |          |          | 2:00,77       | 10.           |
| Marielle Goitschel   | Műlesiklás       | 43,09    | 1.       | 47,68    | 3.       | 1:30,77       |               |
| Marielle Goitschel   | Óriás-műlesiklás |          |          |          |          | 1:52,24       |               |
| Christine Terraillon | Lesiklás         |          |          |          |          | 1:59,66       | 8.            |
| Cécile Prince        | Műlesiklás       | 44,76    | 5.       | kizárták | kizárták | kiesett       | kiesett       |

## Biatlon
| Versenyző   | Lövőhiba | Időeredmény | Helyezés |
| ----------- | -------- | ----------- | -------- |
| Paul Romand | 8        | 1:38:51,2   | 32.      |

## Gyorskorcsolya
Férfi
| Versenyző          | Versenyszám | Eredmény | Helyezés |
| ------------------ | ----------- | -------- | -------- |
| Raymond Fonvieille | 500 m       | 41,4     | 10.*     |
| Raymond Fonvieille | 1500 m      | 2:22,6   | 43.      |
| André Kouprianoff  | 500 m       | 42,5     | 26.      |
| André Kouprianoff  | 1500 m      | 2:15,8   | 22.      |
| André Kouprianoff  | 10 000 m    | 17:17,4  | 27.      |

Női
| Versenyző       | Versenyszám | Eredmény | Helyezés |
| --------------- | ----------- | -------- | -------- |
| Françoise Lucas | 500 m       | 48,9     | 18.      |
| Françoise Lucas | 1000 m      | 1:41,3   | 19.      |
| Françoise Lucas | 1500 m      | 2:36,4   | 22.*     |

* - egy másik versenyzővel azonos eredményt ért el

## Műkorcsolya
| Versenyző          | Versenyszám  | Kötelező elemek   | Kötelező elemek | Kűr               | Kűr   | Összesítés                     | Összesítés                     | Összesítés                     | Összesítés                     | Összesítés                     | Összesítés                     | Összesítés                     | Összesítés                     | Összesítés                     | Összesítés        | Összesítés        | Összesítés  | Összesítés | Összesítés |
| Versenyző          | Versenyszám  | Kötelező elemek   | Kötelező elemek | Kűr               | Kűr   | Helyezési pontszámok bírónként | Helyezési pontszámok bírónként | Helyezési pontszámok bírónként | Helyezési pontszámok bírónként | Helyezési pontszámok bírónként | Helyezési pontszámok bírónként | Helyezési pontszámok bírónként | Helyezési pontszámok bírónként | Helyezési pontszámok bírónként | Több. hely. száma | Több. hely. össz. | Hely. össz. | Pont       | Helyezés   |
| Versenyző          | Versenyszám  | Több. hely. száma | Hely.           | Több. hely. száma | Hely. | 1                              | 2                              | 3                              | 4                              | 5                              | 6                              | 7                              | 8                              | 9                              | Több. hely. száma | Több. hely. össz. | Hely. össz. | Pont       | Helyezés   |
| ------------------ | ------------ | ----------------- | --------------- | ----------------- | ----- | ------------------------------ | ------------------------------ | ------------------------------ | ------------------------------ | ------------------------------ | ------------------------------ | ------------------------------ | ------------------------------ | ------------------------------ | ----------------- | ----------------- | ----------- | ---------- | ---------- |
| Alain Calmat       | Férfi egyéni | 7×3+              | 3.              | 5×4.5+            | 5.    | 3,0                            | 1,0                            | 2,0                            | 1,0                            | 3,0                            | 2,0                            | 4,0                            | 3,0                            | 3,0                            | 8×3+              | 18,0              | 22,0        | 1876,5     |            |
| Robert Dureville   | Férfi egyéni | 5×13+             | 14.             | 5×19+             | 19.   | 14,0                           | 14,0                           | 18,0                           | 17,0                           | 16,0                           | 14,0                           | 17,0                           | 17,0                           | 21,0                           | 7×17+             | 109,0             | 148,0       | 1660,0     | 17.        |
| Philippe Pelissier | Férfi egyéni | 6×21+             | 21.             | 5×21+             | 21.   | 20,0                           | 18,0                           | 20,0                           | 18,0                           | 22,0                           | 23,0                           | 24,0                           | 21,0                           | 23,0                           | 6×22+             | 97,0              | 189,0       | 1573,8     | 23.        |
| Nicole Hassler     | Női egyéni   | 6×5+              | 5.              | 6×4+              | 4.    | 4,0                            | 3,0                            | 4,0                            | 7,0                            | 4,0                            | 4,0                            | 4,0                            | 4,0                            | 4,0                            | 8×4+              | 31,0              | 38,0        | 1887,7     | 4.         |
| Geneviève Burdel   | Női egyéni   | 6×29+             | 29.             | 7×27+             | 27.   | 29,0                           | 28,0                           | 28,0                           | 26,0                           | 29,0                           | 29,0                           | 27,0                           | 30,0                           | 29,0                           | 8×29+             | 225,0             | 255,0       | 1542,0     | 29.        |

## Sífutás
Férfi
| Versenyző                                          | Versenyszám     | Eredmény  | Helyezés |
| -------------------------------------------------- | --------------- | --------- | -------- |
| Victor Arbez                                       | 15 km           | 54:04,0   | 20.      |
| Victor Arbez                                       | 30 km           | 1:36:50,5 | 20.      |
| Claude Legrand                                     | 15 km           | 56:05,8   | 37.      |
| Claude Legrand                                     | 30 km           | 1:38:40,5 | 25.      |
| Félix Mathieu                                      | 15 km           | 54:02,2   | 19.      |
| Félix Mathieu                                      | 30 km           | 1:38:24,5 | 23.      |
| Roger Pires                                        | 15 km           | 54:38,5   | 23.      |
| Roger Pires                                        | 30 km           | 1:37:45,5 | 21.      |
| Victor Arbez Félix Mathieu Roger Pires Paul Romand | 4 × 10 km váltó | 2:26:31,4 | 6.       |